# Barbil
Barbil (o Barabil, Bada Barabil) è una suddivisione dell'India, classificata come municipality, di 52.586 abitanti, situata nel distretto di Kendujhar, nello stato federato dell'Orissa. In base al numero di abitanti la città rientra nella classe II (da 50.000 a 99.999 persone).

## Geografia fisica
La città è situata a 22° 7' 0 N e 85° 24' 0 E e ha un'altitudine di 476 m s.l.m..

## Società

### Evoluzione demografica
Al censimento del 2001 la popolazione di Barbil assommava a 52.586 persone, delle quali 27.610 maschi e 24.976 femmine. I bambini di età inferiore o uguale ai sei anni assommavano a 8.576, dei quali 4.340 maschi e 4.236 femmine. Infine, coloro che erano in grado di saper almeno leggere e scrivere erano 29.352, dei quali 17.947 maschi e 11.405 femmine.